# Andy Hallett
Andrew Alcott Hallett, noto come Andy Hallett (Osterville, 4 agosto 1975 – Los Angeles, 29 marzo 2009), è stato un cantante e attore statunitense.
È conosciuto per l'interpretazione di Lorne nella serie televisiva Angel, spin-off di Buffy l'ammazzavampiri.
È deceduto all'ospedale Cedars Sinai di Los Angeles a soli trentatré anni per un attacco di cuore, causato da una patologia cardiaca che lo affliggeva da cinque anni.